# Impianto visivo Dobelle
L'impianto visivo Dobelle è un tipo di impianto visivo corticale. Esso rappresenta il primo apprezzabile tentativo di ripristino della visione in pazienti affetti da cecità attraverso neuroprotesi. Tale impianto è stato originariamente ideato, intorno agli anni '60, dal dottor William Dobelle con l'intento primario di permettere l'indipendenza di movimento ai non vedenti.

## Funzionamento della protesi
L'intera protesi è costituita da una videocamera miniaturizzata, un'unità di elaborazione dati (cioè un piccolo computer) e un electrode array (cioè un sistema di elettrodi). La videocamera miniaturizzata, montata sulla lente destra di un paio di occhiali (la lente sinistra è invece oscurata), cattura l'immagine e la invia al piccolo computer, sostenuto dal paziente tramite un'apposita cintura, che ha il compito di elaborare l'immagine trasformandola in una serie di segnali elettrici, in grado di stimolare i neuroni corticali. Dal computer i segnali giungono all'electrode array, posizionato a contatto con la superficie della corteccia visiva attraverso impianto transcranico, che stimola la corteccia producendo uno specifico pattern di punti luminosi, che formano un'immagine.
Gli elettrodi sono costituiti da laminette circolari di platino del diametro di 1 mm ciascuna. Ogni elettrodo è connesso, attraverso un separato filo in teflon isolato, ad un connettore contenuto in un supporto percutaneo in carbonio (il percutaneous pedestal). I fili che partono dal computer si collegano attraverso una spina elettrica, simile a quella che si utilizza per connettere un paio di cuffie acustiche ad uno stereo, al percutaneous pedestal.
Quando stimolato, ciascun elettrodo produce da 1 a 4 fosfeni (sensazioni luminose puntiformi), molto ravvicinati tra loro. I ricercatori, associando tecniche manuali e computerizzate, possono mappare le zone d'insorgenza del fosfene o del cluster di fosfeni all'interno del campo visivo del paziente, in seguito a stimolazioni ripetute dei singoli elettrodi. Ogni mappa è specifica per ciascun paziente e le differenze sono presumibilmente dovute al posizionamento degli elettrodi a livello delle cortecce visive secondarie (area 18 e area 19); infatti il numero di elettrodi che possono essere impiantati a livello della corteccia visiva primaria (area 17) non basta a dare una visione soddisfacente, che può invece essere raggiunta applicando degli elettrodi anche a livello delle aree visive secondarie. Tipicamente ogni elettrodo fornisce un treno di 6 stimoli a 30 Hz per produrre ciascun frame dell'immagine.

## Primi risultati della sperimentazione umana
L'immagine che si ottiene con questo tipo di stimolazione è sufficientemente definita per permettere al paziente di muoversi nello spazio, ma non è possibile ottenere una qualità dell'immagine ottimale, che permetta ad esempio la lettura di un libro o la visione a colori. Nelle protesi più recenti si sta tentando di migliorare la qualità della visione aumentando il più possibile il numero di elettrodi per array e impiegando due electrode arrays, impiantati rispettivamente a livello dell'emisfero destro e di quello sinistro.
La protesi, una volta impiantata, è permanente; tuttavia il paziente può utilizzare l'intero sistema per tempi limitati (1-2 ore al giorno), per non incorrere in problemi di sovrastimolazione. Inoltre in alcuni soggetti non vedenti dalla nascita la protesi non si è mostrata risolutiva; infatti in questi casi lo sviluppo della corteccia cerebrale può modificarsi nel tempo e può verificarsi una riduzione dell'espansione delle aree visive.
Un'ulteriore difficoltà per l'affermazione di questo tipo di impianto è dovuta al fatto che la FDA (Food and Drug Administration) non ha ancora dato il via libera per la sperimentazione clinica umana negli Stati Uniti di questo tipo di impianto visivo corticale; attualmente tutti gli interventi vengono eseguiti in Portogallo, dove l'impianto è consentito, ma con costi estremamente elevati (circa 120000 $), in gran parte a carico dei pazienti.

## Stato attuale del progetto
Il gruppo guidato dal dottor Dobelle sta continuando lo sviluppo della protesi, puntando a migliorare il più possibile la qualità della visione offerta dall'impianto e tentando di limitare i problemi legati agli episodi di sovrastimolazione, in modo da permettere un utilizzo del dispositivo per tempi più prolungati.